# Joan Ruiz i Calonja
 Joan Ruiz i Calonja (Barcelona 31-5-1923 - Santa Eulàlia de Ronçana 27-1-2010) fou un historiador de la cultura i pedagog.

## Trajectòria professional i intel·lectual
Deixeble de Jordi Rubió i Balaguer, amb qui col·laborà en la recerca documental a l'Arxiu de la Corona d'Aragó, a partir de la qual 'especialitzà en l'estudi de l'humanisme a Catalunya. Entre les seves nombroses obres, cal destacar la Història de la literatura catalana (1954), la primera feta a la postguerra, o les antologies Panorama del pensament català contemporani (1963) i Retaule de la vida medieval. Textos contemporanis (1991). Com a responsable de col·leccions de l'Editorial Teide, va promoure un gran nombre d'obres pedagògiques, i en va escriure algunes. Paral·lelament va traduir autors i obres d'assaig lligades al catolicisme social, i va col·laborar també en publicacions de formació religiosa, com Delta.
En la seva joventut, Ruiz Calonja havia publicat un llibre de poemes Alma a la luna (1948); a la fi de la seva vida publicà, en edició no venal, les seves memòries, Calaix dels records (Santa Eulàlia de Ronçana, 2005), que donen testimoni de la seva activitat intel·lectual i pedagògica.

## Ruiz i Calonja i Santa Eulàlia de Ronçana
A partir dels anys 1980 començà a participar activament en la vida social i cultural de Santa Eulàlia de Ronçana, on estiuejava des de feia temps. Agafà el Centre d'Ensenyament Mitjà de Santa Eulàlia i aconseguí transformar-lo en un Institut d'Ensenyament Secundari (IES), l'Escola de Segon Ensenyament de la Vall del Tenes. En el llibre del 25 aniversari de la fundació de l'Escola ("La Vall del Tenes, 25 anys fent escola") s'esmenta:
| « | ...Però qui era, Joan Ruiz? Llicenciat en Filosofia i Lletres, Joan Ruiz i Calonja vivia a Barcelona i era cap de redacció de l'editorial pedagògica Teide. Des del 1963 hi duia a terme una feina crucial en l'edició de llibres relacionats amb l'ensenyament, i a partir del 1970 també va vetllar perquè s'editessin llibres de text en català. Joan Ruiz era deixeble de Jordi Rubió i Balaguer, i com a investigador havia publicat diversos estudis sobre l'humanisme renaixentista català. Era l'autor de la primera història de la literatura catalana apareguda en català després de la guerra, el 1954. Havia impulsat diverses revistes i havia fet cursos a mestres en escoles d'estiu organitzades per l'associació Rosa Sensat. A Santa Eulàlia hi tenia una casa i hi vivia des de feia més de vint anys. | » |

| « | ...Joan Ruiz tenia 57 anys i ens podem imaginar fins a quin punt l'escola l'il·lusionava: finalment un pedagog nat com ell podria dur a la pràctica, en un lloc on ja hi tenia arrels, la pedagogia en què creien els quatre ajuntaments que li confiaven aquella tasca de començar una escola del no-res. Segons deia ell mateix en una entrevista a l'Anuari de Santa Eulàlia del 1991, tant els ajuntaments com ell eren del parer que s'havia de tendir a fer 'una escola de qualitat seguint la línia pedagògica tradicional de Catalunya, basant-se en el tracte lliure i personal entre professors i alumnes, una preocupació per la feina ben feta i sobretot la catalanitat de llengua i esperit'. | » |

Entre els mesos de març i abril del 2011 s'inaugurà la nova biblioteca de Santa Eulàlia de Ronçana, que rebé el nom de "Casa Cultural - Biblioteca Joan Ruiz i Calonja" en homenatge a l'historiador i pedagog. El 2021 l'Institut d'ensenyament secundari La Vall Del Tenes, del qual Ruiz Calonja fou l'impulsor, va fer 40 anys.